# ウォータートン・グレイシャー国際平和自然公園
ウォータートン・グレイシャー国際平和自然公園（ウォータートン・グレイシャーこくさいへいわしぜんこうえん）は、アメリカ合衆国モンタナ州のグレイシャー国立公園とカナダアルバータ州のウォータートン・レイク国立公園の国境を跨いだ世界唯一の国際公園。
3000m級の山が並ぶロッキー山脈の真中にあり、氷河に削られた地形が特徴。200を超える湖沼、広大な森林からなる公園の総面積はおよそ4577平方キロメートル（東京都の2倍強）。
山脈を流れる川は、稜線を境に東西に分かれ、西は太平洋に、東は南下してメキシコ湾へと注いでいる。北米大陸水系の境界線、大陸分水嶺が公園内を随所に走っている。
1932年6月30日に世界ではじめて国際平和公園法で選ばれた。1995年に世界遺産（自然遺産）へ登録。

## 生態系
ロッキー山脈の生態系は主に3つの区域に分けられる。標高2,250 m以上の高山地帯にはツンドラと矮性植物が生える。標高1,680～2,250 mの亜高山帯にはクルムホルツおよび森林があり、アメリカシロゴヨウ、タカネカラマツ、エンゲルマントウヒ、ミヤマバルサムモミなどの樹種が生える。標高1,280～1,680 mの山岳地帯には乾燥草原と混合林があり、アメリカヤマナラシ、ベイマツ、フレキシマツ、コントルタマツなどの樹種が生える。山麓にはウシノケグサ属の草地とヤマナラシ類の林があり、その周辺にはプレーリーがある。草原にはミュールジカ、オジロジカ、ワピチ、ヘラジカ、高地にはビッグホーン、シロイワヤギ、クズリなどの動物が生息している。ブルトラウトなどの魚類やオオカミ、ピューマ、アメリカグマ、ヒグマ（ハイイログマ）、カナダオオヤマネコなどの大型の肉食動物が生息しているほか、秋にはカモ、ハクチョウ、ガンなどの渡り鳥は区域内の湿地や湖沼に渡来する。
米国のグレイシャー国立公園は1976年に、カナダのウォータートン・レイク国立公園は1979年にそれぞれユネスコの生物圏保護区に指定された。

## 登録基準
この世界遺産は世界遺産登録基準のうち、以下の条件を満たし、登録された（以下の基準は世界遺産センター公表の登録基準からの翻訳、引用である）。
- (7) ひときわすぐれた自然美及び美的な重要性をもつ最高の自然現象または地域を含むもの。
- (9) 陸上、淡水、沿岸および海洋生態系と動植物群集の進化と発達において進行しつつある重要な生態学的、生物学的プロセスを示す顕著な見本であるもの。